# برسية صلبة
برسية صلبة (الاسم العلمي:Gnaphalium robustum) هي نوع من النباتات تتبع جنس البرسية من الفصيلة النجمية.